# Центральная окклюзия вен сетчатки
Центральная вена сетчатки — венозной эквивалент центральной артерии сетчатки и, как любой кровеносный сосуд, она может страдать от окклюзии ( окклюзии центральной вены сетчатки  , а также CRV), аналогично наблюдаемому при глазном ишемическом синдроме. Центральная артерия и вена сетчатки являются единственным источником кровоснабжения и дренажа для сетчатки, поэтому окклюзия может привести к серьезным повреждениям сетчатки и слепоте из-за ишемии (ограничение в кровоснабжении) и отека
Она также может привести к глаукоме .
Неишемической CRVO является более легкой формой этого заболевания. Она может прогрессировать до более острого ишемического типа.
Для заболевания очень характерно ухудшение зрения утром после сна.

## Причины
- Наиболее часто тромбоз ЦВС возникает у мужчин 40-70 лет (через день после купирования приступа гипертонического криза — так называемый синдром обкрадывания).
- атеросклероз
- сахарный диабет
- височный гигантоклеточный артериит
- васкулит
- глаукома

## Лечение
Лечение состоит из интравитреального введения анти-VEGF-препаратов (таких как, Афлиберцепт (Эйлеа) или Луцентис) или стероидных имплантатов в стекловидное тело (Ozurdex) и как правило панретинальной лазерной коагуляции. Порождающие условия также требуют лечения. Неишемические CRVO имеет лучший визуальный прогноз, чем ишемические CRVO.
Здесь представлен систематический обзор изучения эффективности анти-VEGF препаратов ранибизумаб и pagatanib натрия для пациентов, страдающих от неишемической CRVO. Хотя был ограниченный размер выборки, участники обеих групп показали улучшение остроты зрения в течение 6 месяцев, без каких-либо проблем безопасности.